# Kennedy v. Louisiana
Kennedy v. Louisiana war ein Rechtsstreit, der vom Obersten Gerichtshof der Vereinigten Staaten im Juni 2008 entschieden wurde. Im Mittelpunkt stand die Frage, ob für die Vergewaltigung eines Kindes, bei dem der Tod des Opfers nicht Ergebnis oder Ziel der Tat gewesen ist, die Todesstrafe verhängt werden darf. Hintergrund war ein Todesurteil auf der Grundlage eines entsprechenden Gesetzes des Bundesstaates Louisiana. Dieses wurde vom Supreme Court mit einer Mehrheit von fünf zu vier aufgehoben, da die Strafe gegen den 8. Zusatzartikel zur Verfassung der Vereinigten Staaten verstoße.

## Tat und Ermittlungen
Die damals achtjährige Stieftochter von Patrick O. Kennedy aus Louisiana wurde am Morgen des 2. März 1998 vergewaltigt. Kennedy meldete per Notruf das Verbrechen und behauptete, bei den Tätern handele es sich um zwei junge Schwarze, die nach der Tat auf Fahrrädern geflohen seien. Das Mädchen, das schwer verletzt wurde und sich einer Operation unterziehen musste, bestätigte diese Aussagen gegenüber der Polizei und später auch einer Psychologin, verstrickte sich allerdings in Widersprüche. Der anfängliche Verdacht gegen einen Nachbarsjungen, auf den die Beschreibung ungefähr zutraf, erhärtete sich nicht, stattdessen richteten sich die Ermittlungen bald gegen den Stiefvater.
Die Polizei fand heraus, dass Kennedy am Morgen der Tat einen Arbeitskollegen angerufen hatte, um dort Rat einzuholen, wie man Blutflecken aus einem Teppich entfernen kann, da seine Stieftochter „gerade eine junge Frau geworden sei“. Außerdem rief Kennedy wegen dieser Blutflecken eine Teppichreinigung an, was durch die Rufnummernübermittlung bewiesen werden konnte. Nach Bekanntwerden der beiden Anrufe, die mehrere Stunden vor dem Notruf getätigt worden waren, wurde Kennedy am 10. März 1998 verhaftet.
An dem Opfer, das von seinem Stiefvater nach der Tat gebadet wurde, konnten keine DNA-Spuren gefunden werden. Die Untersuchung des Tatortes ergab, dass die Aussagen des Mädchens zum Tathergang nicht der Wahrheit entsprachen. So behauptete das Kind, es sei von den Männern im Hof über den Rasen geschleift worden; allerdings konnten an der Kleidung keine Grasspuren entdeckt werden. Ebenso fand sich auf dem Rasen kein Blut des Opfers.
Der Mutter wurde zwischenzeitlich das Sorgerecht für das Mädchen entzogen, da sie ihm erlaubte, mit dem Stiefvater zu telefonieren, während sich dieser in Untersuchungshaft befand. Nachdem das Kind im Juni 1998 wieder zurück bei seiner Mutter war, vertraute es sich ihr an und berichtete, dass es sich bei dem Täter um Patrick Kennedy handele.

## Verfahren
Der Prozess State of Louisiana v. Patrick Kennedy fand vor dem 24th Judicial District Court for the State of Louisiana statt. Eine Grand Jury klagte ihn am 7. Mai 1998 wegen schwerer Vergewaltigung (aggravated rape) gemäß Louisiana Revised Statutes 14:42 an. In der Vorschrift hieß es damals:

„A. Schwere Vergewaltigung ist eine Vergewaltigung […] bei der die rechtmäßige Einwilligung des Opfers zum analen oder vaginalen Geschlechtsverkehr nicht als erteilt gilt, weil sie unter einem […] der folgenden Umstände begangen wurde:
- (4)  Wenn das Opfer das zwölfte Lebensjahr noch nicht vollendet hat.

D.
- (1) [Strafandrohung]
- (2) Falls das Opfer hingegen unter den Bedingungen von Abschnitt A (4) noch nicht das zwölfte Lebensjahr vollendet hat:
  - (a) Und falls der Staatsanwalt die Todesstrafe fordert, ist der Täter zum Tode oder zu lebenslanger Freiheitsstrafe mit Zwangsarbeit ohne die Möglichkeit einer Haftentlassung oder Bewährung zu verurteilen […]
  - (b) Und falls der Staatsanwalt nicht die Todesstrafe fordert, ist der Täter zu lebenslanger Freiheitsstrafe mit Zwangsarbeit ohne die Möglichkeit einer Haftentlassung oder Bewährung zu verurteilen […]“

Da sich der Angeklagte keinen Anwalt leisten konnte, wurde im Juni 1998 ein Pflichtverteidiger bestellt. Die Voruntersuchungen zogen sich in die Länge; unter anderem stellte die Verteidigung rund 50 Anträge an das Gericht. Im August 2003 begann schließlich der Prozess, nachdem vom 8. bis zum 15. August eine Jury ausgewählt worden war. Am 25. des Monats befanden die Geschworenen Kennedy der Vergewaltigung für schuldig und forderten am folgenden Tag die Todesstrafe. Die Verteidigung beantragte einen neuen Prozess, da die angewandte Vorschrift (La. R.S. 14:42) verfassungswidrig sei. Das Gericht verwarf diesen Antrag jedoch und verurteilte Kennedy am 2. Oktober 2003, wie von der Jury gefordert, zum Tode.
Die Verteidigung legte Rechtsmittel beim Louisiana Supreme Court ein. Sie war der Ansicht, dass das Verfahren in 69 Punkten fehlerhaft war. Im Mittelpunkt stand auch diesmal die Verfassungsmäßigkeit der Strafnorm. Das Gericht folgte dem Antrag jedoch nicht und bestätigte am 22. Mai 2007 das Urteil.
Daraufhin rief Kennedy den Obersten Gerichtshof der Vereinigten Staaten an, der am 4. Januar 2008 beschloss, den Fall anzuhören. Folgende beiden Fragen wurden dem Gericht vorgelegt:

„1. Ob die Klausel des achten Verfassungszusatzes betreffend grausame und ungewöhnliche Bestrafungen es einem Staat gestattet, die Vergewaltigung eines Kindes mit dem Tode zu bestrafen.
2. Falls dem so ist, ob die gesetzlichen Bestimmungen des Staates Louisiana insofern den achten Verfassungszusatz verletzen, als dass die Gruppe der Täter, die für eine Todesstrafe in Betracht kommen können, nicht ausreichend eingeschränkt wird.“

Texas und weitere Bundesstaaten mit ähnlichen Gesetzen reichten als Amici Curiae Schriftsätze ein. Die mündliche Verhandlung fand am 16. April 2008 statt. Für den Antragsteller trat der Rechtsprofessor Jeffrey L. Fisher auf, die Staatsanwaltschaft wurde von der stellvertretenden Bezirksstaatsanwältin Juliet L. Clark vertreten, für die zuvor genannten Amici Curiae sprach der texanische Solicitor General Ted Cruz.
Der Supreme Court entschied am 25. Juni 2008, dass es der 8. Verfassungszusatzartikel Louisiana verbietet, die Todesstrafe für die Vergewaltigung eines Kindes zu verhängen, wenn das Verbrechen nicht vorsätzlich den Tod des Kindes zur Folge hat. Der von Anthony Kennedy verfassten Mehrheitsmeinung schlossen sich die Richter Stevens, Souter, Ginsburg und Breyer an. Nach ihr bestünde kein „nationaler Konsens“ für die verhängte Strafe, da nur die wenigsten Bundesstaaten die Hinrichtung von Kindesvergewaltigern vorsahen. Eine Mindermeinung vertrat Samuel Alito, dem sich die Richter Roberts, Scalia und Thomas anschlossen.

## Bedeutung des Falls
Patrick Kennedy war zum Zeitpunkt der Verhandlung neben Richard Davis (ebenfalls Louisiana) die einzige Person, die in den USA wegen einer Tat, bei der kein Mensch getötet wurde, in der Todeszelle saß. Seit Wiedereinführung der Todesstrafe in den Vereinigten Staaten 1976 wurden Todesurteile ausschließlich wegen Tötungsdelikten vollstreckt. Die letzte Hinrichtung wegen eines Nicht-Tötungsdelikts fand 1964 statt.
Neben Louisiana wurden in vier weiteren Bundesstaaten die Todesstrafe für die Vergewaltigung von Kindern eingeführt: Montana (1997), South Carolina, Oklahoma (jeweils 2006) und Texas (2007).
Der Oberste Gerichtshof hatte sich bereits 1977 im Fall Coker v. Georgia mit der Frage zu beschäftigen, ob auch für ein Nicht-Tötungsdelikt die Todesstrafe ausgesprochen werden darf. Es entschied, dass die Todesstrafe wegen der Vergewaltigung einer erwachsenen Frau eine grausame und ungewöhnliche Bestrafung darstelle und damit gegen den 8. Zusatzartikel verstoße. Die Frage, ob dies auch für die Vergewaltigung von Kindern gelte, wurde jedoch erst im vorliegenden Fall behandelt.
Sowohl der Republikaner John McCain als auch der Demokrat Barack Obama, Kandidaten bei der Präsidentschaftswahl 2008, kritisierten das Urteil.

## Belege
1. ↑  Inzwischen auch Oralverkehr (Gesetz Nr. 301 (Seite nicht mehr abrufbar, festgestellt im April 2019. Suche in Webarchiven)  Info: Der Link wurde automatisch als defekt markiert. Bitte prüfe den Link gemäß Anleitung und entferne dann diesen Hinweis. aus dem Jahr 2001)
2. ↑  Schutzalter inzwischen bei 13 Jahren (Gesetz Nr. 795 (Memento des Originals vom 23. November 2003 im Internet Archive)  Info: Der Archivlink wurde automatisch eingesetzt und noch nicht geprüft. Bitte prüfe Original- und Archivlink gemäß Anleitung und entferne dann diesen Hinweis. aus dem Jahr 2003)
3. ↑  Schutzalter inzwischen bei 13 Jahren (Gesetz Nr. 178 (Seite nicht mehr abrufbar, festgestellt im April 2019. Suche in Webarchiven)  Info: Der Link wurde automatisch als defekt markiert. Bitte prüfe den Link gemäß Anleitung und entferne dann diesen Hinweis. aus dem Jahr 2006)
4. ↑  Supreme Court of Louisiana, 22. Mai 2007, Case No. 05-KA-1981 (PDF; 696 kB)
5. ↑  Petition for a Writ of Certiorari (PDF; 114 kB)
6. ↑  Supreme Court of the United States, Docket No. 07-343 (Memento des Originals vom 2. März 2008 im Internet Archive)  Info: Der Archivlink wurde automatisch eingesetzt und noch nicht geprüft. Bitte prüfe Original- und Archivlink gemäß Anleitung und entferne dann diesen Hinweis.
7. ↑  Questions Presented (Supreme Court of the United States, Docket No. 07-343)
8. ↑  Linda Greenhouse: Justices to Decide if Rape of a Child Merits Death. In: The New York Times. 5. Januar 2008
9. ↑  SCOTUSblog: Death penalty for child rape challenged. 11. September 2007.
10. ↑  DPIC: Death Penalty for Offenses Other Than Murder (Memento des Originals vom 21. Februar 2008 im Internet Archive)  Info: Der Archivlink wurde automatisch eingesetzt und noch nicht geprüft. Bitte prüfe Original- und Archivlink gemäß Anleitung und entferne dann diesen Hinweis.
11. ↑  Linda Greenhouse: Justices Bar Death Penalty for the Rape of a Child, The New York Times, 26. Juni 2008